# On n'oublie jamais rien, on vit avec
On n'oublie jamais rien, on vit avec è un brano musicale della cantante francese Hélène Ségara eseguito in duetto con la cantante italiana Laura Pausini. È il terzo singolo estratto il 23 novembre solo in Francia dall'album Humaine del 2003 di Hélène Ségara.

## Il brano
Il brano è scritto e composto da Antonio Angelelli, Bruno Grimaldi e Gérard Capaldi; il testo in italiano (Il ricordo che ho di noi) è tradotto da Laura Pausini.
La canzone ottiene un grande successo in Francia, Belgio e Svizzera, rimanendo tutt'oggi uno dei singoli di maggior successo per entrambe le cantanti.
Il brano viene trasmesso in radio in Francia, Belgio e Svizzera.
È tra le 50 canzoni più vendute degli ultimi 20 anni in Francia 

## Il video
Il videoclip è stato diretto dal regista Gaetano Morbioli e girato a Parigi.
Nel 2004 il videoclip di On n'oublie jamais rien, on vit avec viene inserito negli album Resta in ascolto e Escucha Limited Edition CD+DVD.

## Tracce
CDS - Promo 4368 Warner Music Francia
1. On n'oublie jamais rien, on vit avec (Duetto con Laura Pausini)
2. L'ile de nous

CDS - 0825646077724 Warner Music Francia
1. On n'oublie jamais rien, on vit avec (Duetto con Laura Pausini)
2. L'ile de nous

DVDS - 5050467081024 Warner Music Francia
1. On n'oublie jamais rien, on vit avec (Videoclip Duetto con Laura Pausini)
2. L'amour est un soleil (Videoclip)

CDS Limited Edition - 5050467419322 Warner Music Francia
1. On ne dit pas
2. Humaine
3. On n'oublie jamais rien, on vit avec (Duetto con Laura Pausini)
4. L'amour est un soleil

Download digitale
1. On n'oublie jamais rien, on vit avec (Duetto con Laura Pausini)

## Crediti
- Sébastien Cortella: programmazione tastiere
- Pierre Jaconelli: chitarra elettrica, chitarra acustica
- Ian Thomas: batteria
- Nicolas Fiszman: basso elettrico
- Denis Benarrosh: percussioni
- Les Archers de Paris: archi
- Philippe Nadal: orchestra
- Christian Guiot: violino

## Pubblicazioni
On n'oublie jamais rien, on vit avec viene inserita anche negli album di Hélène Ségara Le Best of del 2004, Les 50 plus belles chansons del 2007, Les n°1 de Hélène Ségara del 2009 e nell'album di Laura Pausini 20 - The Greatest Hits - French Edition del 2013.
On n'oublie jamais rien, on vit avec viene inoltre inserita nelle compilation NRJ Music Awards 2004, NRJ Hit Music Only, Les plus belles voix 3, Girls 2004 del 2004, Duos d'aujourd'hui e Vos plus belles émotions del 2005.

## Classifiche
Posizioni massime
| Classifica (2003-2004) | Posizione |
| ---------------------- | --------- |
| Belgio (Vallonia)      | 2         |
| Francia                | 3         |
| Svizzera               | 3         |

Posizioni di fine anno
| Anno | Paese    | Posizione |
| ---- | -------- | --------- |
| 2003 | Francia  | 55        |
| 2004 | Belgio   | 8         |
| 2004 | Francia  | 17        |
| 2004 | Svizzera | 20        |

## Interpretazioni dal vivo
On n'oublie jamais rien, on vit avec viene eseguita in alcune esibizioni dal vivo da Laura Pausini e Hélène Ségara: il 4 novembre 2003 al concerto di Hélène Ségara all'Olympia di Parigi; durante alcuni [programmi televisivi francesi del 2003 (Hit Machine di M6, La chanson de l'année di TF1, Star Academy di TF1, Dolce Italia di France 2); nel 2004 a Cannes, durante la premiazione dei NRJ Music Awards; il 13 aprile 2012 al Palais omnisports de Paris-Bercy di Parigi, tappa dell'Inedito World Tour 2011-2012
Il 2 dicembre 2005 Laura Pausini esegue il brano On n'oublie jamais rien, on vit avec in versione live in duetto con la cantante Magalie, durante il programma televisivo francese Star Academy di TF1.

## Cover
Nel 2010 il cantante francese Nyco Lilliu realizza una cover della canzone, in versione completamente italiana, dal titolo Il ricordo che ho di noi. Il brano è inserito nell'album Dimmi perché....